# Bitwa pod Maratonem
Bitwa pod Maratonem – najważniejsza bitwa pierwszej wielkiej inwazji perskiej na Grecję, która miała miejsce w roku 490 p.n.e., rozegrana pod małą miejscowością Maraton, usytuowanej we wschodniej Attyce.

## Prolog
Po upadku powstania jońskiego (499–494 p.n.e) król Persji Dariusz I postanowił podbić Grecję, którą zamierzał ukarać za opowiedzenie się po stronie powstańców.
W 492 p.n.e. r. wysłał do Grecji armię pod dowództwem Mardoniusza, który doprowadził do zwycięstwa Persów w Tracji. Natarcie zostało jednak zatrzymane, gdyż sztorm w okolicy półwyspu Athos zniszczył większą część floty perskiej, zmuszając Mardoniusza do odwrotu.

## Kampania perska
Dariusz planował poprzez kolejne ataki podporządkować sobie całą Grecję, korzystając z faktu, iż część polis, w obawie przed stratami, odmówiła udziału w wojnie.
Król perski wysłał kolejną armię pod wodzą Datisa i Artafernesa, która wylądowała na Eubei, gdzie spacyfikowała Karystos i Eretrię, a następnie w Attyce wschodniej, w okolicach Maratonu, skąd zamierzała uderzyć na Ateny. Armia ta liczyła najprawdopodobniej około 25 tys. piechoty i (być może) kilkaset jazdy.
Ateńczycy ruszyli spiesznym marszem naprzeciw, zostawiając z tyłu siły lekkie, a jednocześnie wysłali posłańca do Sparty. Ten osiągnął cel 9 września. Spartanie przyrzekli pomoc, jednak dopiero po zakończeniu świąt Apollina Karnejskiego (20 września). Uczestnictwo w wojnie w trakcie świąt religijnych było bowiem w tamtych czasach świętokradztwem.

## Przygotowania Ateńczyków
Schodząca ze stoków Pentelikonu armia ateńska (10 tys. ludzi) pod wodzą 10 strategów, reprezentujących 10 ateńskich fyl (po drodze dołączyło do niej jeszcze około tysiąca Platejczyków), ujrzała flotę nieprzyjacielską przy brzegu i rozłożone obozem wojska. Odkryte zostały również wrogie oddziały konnicy, których falanga najbardziej się obawiała ze względu na możliwość oskrzydlenia. Z tego względu armia grecka zatrzymała się w Gaju Heraklesa i czekała na dogodną okazję do natarcia.
Tymczasem wśród dowodzących strategów nie było jedności, pięciu chciało wracać do Aten i bronić się zza murów; pięciu, z Miltiadesem na czele, skłaniało się ku walce w polu. Wezwano archonta-polemarcha Kallimacha i zdano się na jego werdykt. Kalimach, przekonany wcześniej przez Miltiadesa (świetnie znającego Persów) poparł jego propozycję, oddając dowodzenie w ręce Miltiadesa. Dowództwo zostało mu przekazane na okres 5 dni, pozwalając na zrealizowanie jego planu ataku.

## Przebieg bitwy
12 września obie armie stanęły naprzeciwko siebie. Grecy czekali za zasiekami z pni drzew oliwnych, gdy w nocy otrzymali informacje od jońskich zbiegów z armii perskiej siłą wcielonych do wrogich sił. Ci przekazali wieści o braku konnicy w obozie Persów. Na tę wieść Miltiades poderwał śpiących żołnierzy i rozpoczął natarcie na nieprzyjaciela przeformowując szyk tak, by skrzydła były dwukrotnie mocniejsze niż centrum.
Grecy uderzyli najmocniej na skrzydła i tam odnieśli od razu sukces pozostawiając centrum swoich sił w tyle, wiążąc wroga walką, tworząc półkole i oskrzydlając wojska Dariusza. Persowie złapani w kleszcze atakujących, widząc przewagę Greków rozpoczęli odwrót w kierunku własnych okrętów.
Wojska perskie wycofały się, pozostawiając na placu boju pod Maratonem 6400 poległych, podczas gdy Grecy stracili tylko 192 ludzi. Wtedy też wysłano do Aten Filippidesa, żeby ogłosił zwycięstwo Grecji. Przebiegł on dystans około 40 km, aby przekazać wieść o greckim zwycięstwie. Przekazał także informację o zbliżających się wojskach perskich i – według legendy – zmarł z wycieńczenia. W kilka dni później na polu bitwy pojawili się Spartanie, którzy policzywszy zabitych pogratulowali zwycięzcom i powrócili, nie zastawszy już wrogów.
Tracąc 6 okrętów Persowie odpłynęli do Faleronu, licząc na zajęcie Aten z zaskoczenia, jednak dzięki informacji przekazanej przez Filippidesa Ateńczycy byli na to przygotowani. Uzbroiwszy cywili ustawili ich na murach aby zmylić przeciwnika. Oszukani Persowie z Datisem na czele wycofali się, widząc uzbrojone miasto.

## Pytania
Zapisy historyków tamtej doby są nadzwyczaj lakoniczne i sprzeczne, więc pozostawiają wiele wątpliwości. Pierwsze pytanie dotyczy informacji o braku konnicy. Nie jest pewne czy jej nieobecność była jedynie chwilowa czy też Persowie w ogóle nie mieli takich oddziałów podczas inwazji. Można przyjąć, że jeśli w armii Datisa i Artafernesa byli konni, to zapewne było ich niewielu, oraz że pełnili oni tylko rolę zwiadowców.
Nie jest także pewne, która ze stron rozpoczęła natarcie. Mimo że wedle historyków greckich to Ateńczycy zaatakowali pierwsi, nie jest wykluczone, że to Persowie, widząc Greków chowających się za umocnieniami uznali, że ich przewaga jest wystarczająca by przebić się przez wrogie siły.
Bitwa pod Maratonem pokazała, że falanga greckich hoplitów w owym czasie była jedną z najlepszych formacji bojowych.